# Дружковский трамвай
Дружковский трамвай (укр. Дружківський трамвай) был открыт 5 декабря 1945 года. По состоянию на 2018 год имеется 3 маршрута, 26,5 км рельс и 20 вагонов.

## Маршруты
- 1 Железнодорожный вокзал — Фарфоровый завод
- 2 (Будни) Микрорайон «Солнечный» — Городская больница
- 2 (Выходные) Микрорайон «Машиностроитель» — Городская больница
- 4 Микрорайон «Машиностроитель» — Универмаг «Маяк»

## История
Трамвайное движение в Дружковке было открыто 5 декабря 1945 года двумя моторными вагонами Х по одноколейному маршруту № 1 с разъездами протяжённостью 1,5 км «площ. Ленина — Вокзал (сейчас — мост через Кривой Торец, не доезжая до вокзала 1 остановку)» по ул. Ленина.
1 мая 1946 года продлена линия через мост через Кривой Торец к вокзалу, названия конечных остались прежними.
1 мая 1947 года введена новая линия от площ. Ленина по ул. Ленина до остановки «Техник» рядом с больницей, маршрут № 1 «Техник — Вокзал».
В 1949 году продлена линия на 1 остановку от Техника к Городской больнице, маршрут № 1 «Вокзал — Поликлиника», созданы 2 разворотных кольца. В 1950-х годах построено небольшое депо у конечной «Горбольница».
В июне 1969 года введена новая двупутная линия от ул. Ленина по ул. Энгельса, Кошевого, Радченко и Новосибирской до Горгаза (сейчас — микрорайон «Солнечный»), пущен маршрут № 2 «Поликлиника — Горгаз (Микрорайон)».
В 1974 году новая линия продлена от Горгаза до микрорайона «Машиностроитель», маршрут № 2 «Поликлиника (Горбольница) — Микрорайон „Машиностроитель“».
В 1977 году построено новое депо на 50 мест, введена новая линия от ул. Энгельса по ул. Кошевого до депо, пущен маршрут № 3 «Депо — Микрорайон „Солнечный“».
В марте 1981 года введена новая линия по ул. Радченко от ул. Кошевого до универмага «Маяк», пущен маршрут № 4 «Микрорайон „Машиностроитель“ — Универмаг „Маяк“».
В 1983 году введена последняя новая линия от Горбольницы через мост через реку Казёный Торец по ул. Педагогической до Фарфорового завода, пущен маршрут № 5 «Депо (Микрорайон „Мирный“) — Фарфоровый завод». Тогда же (или позже — в 1980-х годах) к Фарфоровому заводу продлён маршрут № 2: «Фарфоровый завод — Микрорайон „Солнечный“».

### Маршруты на1 января1990 года
- 1 Вокзал — Городская больница
- 2 Фарфоровый завод — Микрорайон «Солнечный»
- 3 Микрорайон «Мирный» — Микрорайон «Солнечный»
- 4 Универмаг «Маяк» — Микрорайон «Машиностроитель»
- 5 Микрорайон «Мирный» — Фарфоровый завод

В начале 1990-х годов был пущен маршрут № 6 «Микрорайон „Мирный“ — Универмаг „Маяк“». Просуществовал он недолго, в конце 1990-х он был закрыт вместе с маршрутом №3.
В марте 2002 года закрыто движение до фарфорового завода, маршрут № 2 «Горбольница — Микрорайон „Солнечный“», № 5 «Горбольница — Микрорайон „Мирный“».
5 ноября 2002 года закрыто движение до микрорайона «Машиностроитель», закрыт маршрут № 4.
В начале 2003 функционировали только маршрут № 1 и пиковый маршрут № 2 или 3, а с марта 2003 года и по конец 2004 года только 1 маршрут — № 1.
В декабре 2004 года восстановлен пиковый маршрут № 5 «Горбольница — Микрорайон „Мирный“».
В 2005 году восстановлен маршрут № 6 (пиковый).
4 января 2006 года восстановлены маршруты № 2 и № 4.

### Маршруты на4 января2006 года
- 1 Вокзал — Городская больница
- 2 Городская больница — Микрорайон «Солнечный»
- 4 Универмаг «Маяк» — Микрорайон «Солнечный»
- 5 Микрорайон «Мирный» — Городская больница
- 6 Микрорайон «Мирный» — Универмаг «Маяк»

В конце января 2006 года закрыт маршрут № 6.
В феврале 2006 года временно закрыты маршруты № 2 и № 4.
В марте 2006 года восстановлен маршрут № 2.
В апреле 2006 года восстановлен маршрут № 4.
В 2008 году закрыт маршрут № 5 и временно закрыт маршрут № 4.
С 27 декабря 2016 введен дополнительный маршрут трамвая № 4Н, следующий от к / ст. «Маяк» в к / ст. «Горгаз». На данном этапе этот маршрут работал в тестовом режиме только в вечерние часы пик с 16:05 до 19:15. В декабря 2016 года было проведено комплексное обследование пассажиропотока на участке от к / ст. «Маяк» к остановкам "пл. Машиностроителей «,» Отдел соцобеспечения ", в результате которого было установлено число пассажиров, которые отдают предпочтение автобусам, минуя услуги трамвая. После введения маршрута № 4К интервал движения трамваев на участке «Маяк» — «Горгаз» составлял 8-9 минут, а на участке «ул. Машиностроителей» — «Горгаз» — 4-8 минут.
В 2010 году восстановлен маршрут № 4.
6 сентября 2013 года восстановлена трамвайная линия до Фарфорового
завода. Маршрут № 2 возобновлён в прежнем виде: «Микрорайон Солнечный
— Фарфоровый завод».

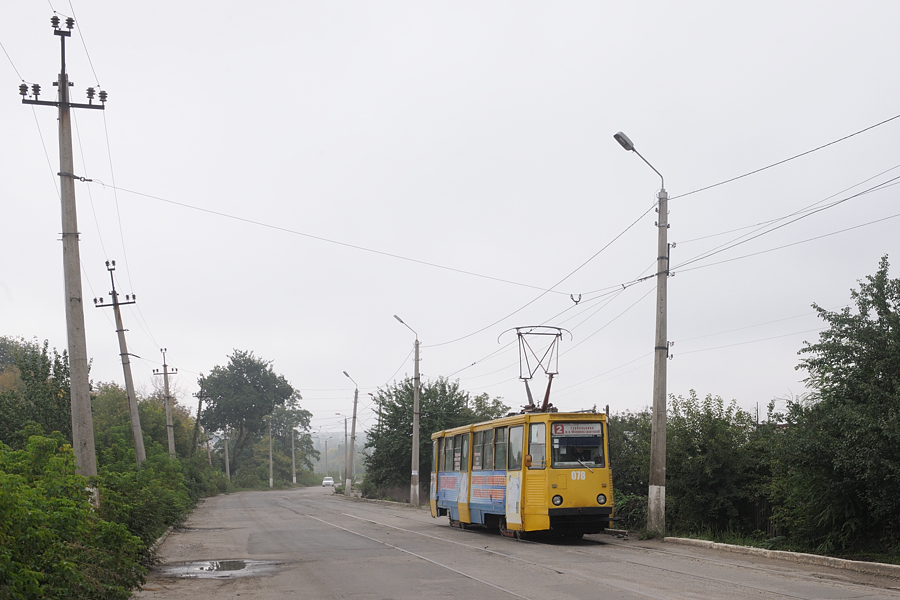
Маршрут № 2 восстановлен с одним путём

28 ноября 2014 года восстановлена трамвайная линия в посёлок Машиностроитель.
По восстановленной линии работают маршруты № 2 от Фарфорового завода
и № 4 от площади Ленина.
В 2018 году в Дружковку из Праги, Моста, Оломоуца и Братиславы прибыли 10 трамвайных вагонов Татра Т3, которые быстро заменили КТМ-5 на маршрутах. С тех пор, весь парк состоит из Татр.
С 2018 года по маршрутам 1 и 2 курсирует ночной трамвай.
21 июля 2021 года движение трамваев было временно приостановлено из-за урагана, который повредил контактную сеть. Движение было восстановлено только к августу.
9 апреля 2025 года при попадании БПЛА в здание трамвайного депо разбито 7 трамвайных вагонов, 2 из которых не подлежат восстановлению. 

## Подвижной состав
В настоящее время маршруты обслуживаются вагонами типа Татра T3 с 2018 года в кол-ве 10 штук.
Ранее были следующие типы вагонов:
- КТМ-5 (25 вагонов) в 1976-2018
- Х+М двухосные моторные (2 вагона) в 1945—1952
- КТМ1+КТП1 (8/4) в 1949—1977
- КТМ2+КТП2 (9/9) в 1962—1978